# CRISPR

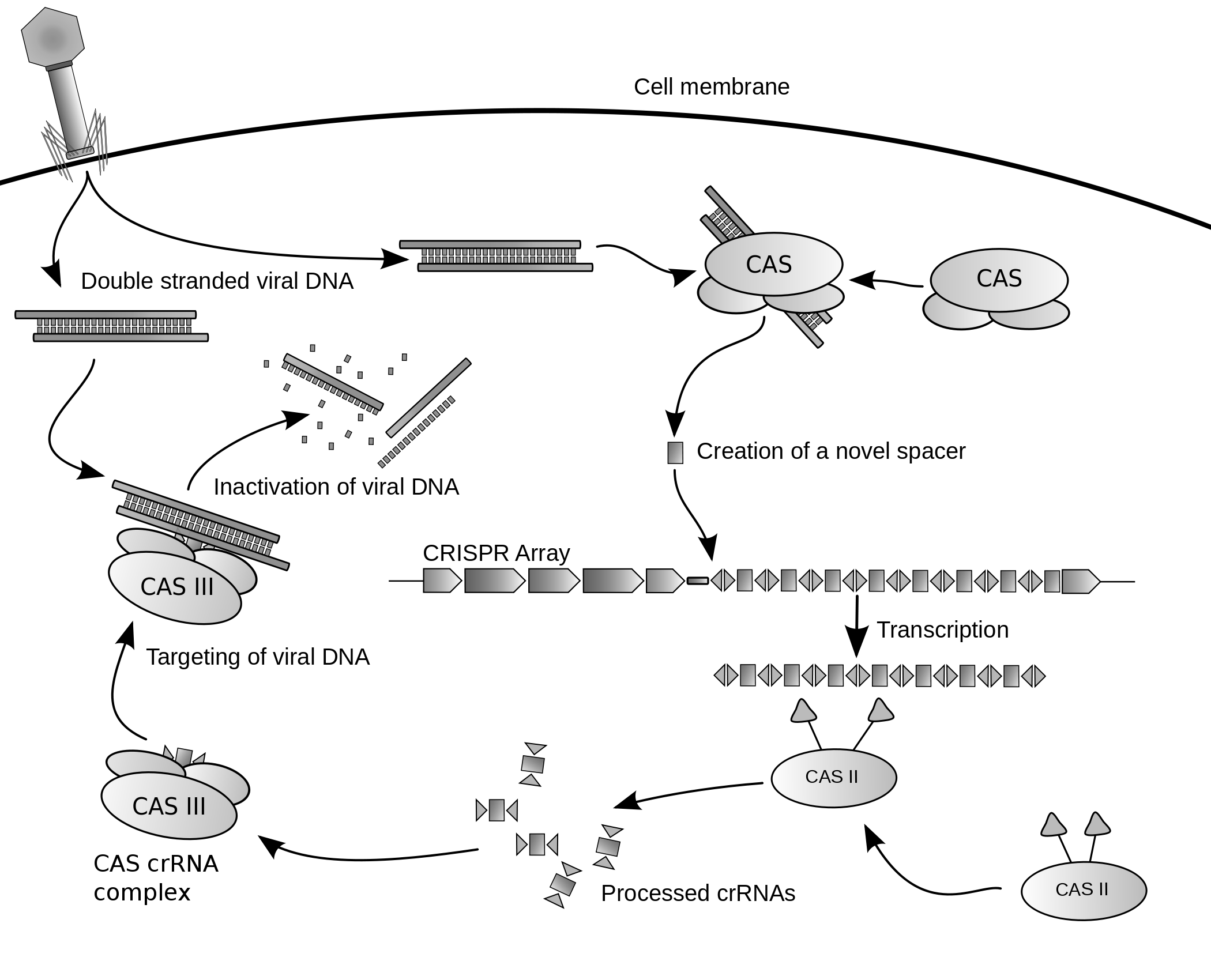
A CRISPR-rendszer működésének vázlata

A CRISPR (kiejtése: kriszpör, a clustered regularly interspaced short palindromic repeats, azaz „halmozottan előforduló, szabályos közökkel elválasztott palindromikus ismétlődések” angol kifejezés rövidítése) a baktériumok genomjában található rövid, ismétlődő DNS-szakaszok neve. Minden szakaszt egy rövid „helykitöltő” (spacer) DNS-szekvencia követ, amely megfelel egy olyan vírus vagy plazmid egy szakaszának, amellyel a baktérium korábban már találkozott.
A CRISPR/Cas rendszer a prokarióták védekezési módszere a vírusok és káros plazmidok ellen; valójában egyfajta immunrendszer. A Cas fehérjék a CRISPR-ek közötti helykitöltők alapján felismerik a baktériumsejtbe behatoló idegen nukleinsavakat és darabokra vágják őket. Hasonló rendszer az eukariótákban is működik, ott RNS-interferenciának nevezik a jelenséget. A CRISPR-ek az ismert genomú baktériumok 40%-ában és az archeák 90%-ában megtalálhatóak.
A rendszer laboratóriumban is felhasználható: a Cas9 enzim és a megfelelő RNS-szakasz sejtbe bevitelével, az enzim meghatározott helyen vágja el a sejt DNS-ét, amivel lehetővé válik a gének minden korábbinál pontosabb módosítása. A módszer emberi petesejten való alkalmazása etikai aggodalmakat is felvet.

## Felfedezése
Az ismétlődő szakaszokat egymástól függetlenül három kutatócsoport is felfedezte. A japán Isino Josizumi írta le az ismeretlen funkciójú DNS-szekvenciákat 1987-ben, amikor véletlenül az általa kutatott iap génnel együtt klónozta őket.
1993-ban a Mycobacterium tuberculosis-t tanulmányozó holland csoport, valamint Haloferax mediteranii ősbaktériumot kutató spanyolországi Alicante fiatal doktorandusza R. Mojica, aki hasonló palindrom szakaszokat közölt, és meg is sejtette annak lehetséges funkcióját, hisz ő nevezte el CRISPR-nek.
1997-ben a holland Ruud Jansen az Escherichia coli-ban talált CRISPR-jellegű szekvenciát. A későbbiekben Jansen és Mojica közösen kutatta át az addig közölt bakteriális genomszakaszokat hasonló ismétlődések után és kiderült hogy igen sok fajban előfordulnak. Felismerték, hogy azokban a baktériumfajokban, ahol ezek a szakaszok megtalálhatóak, egy gén minden esetben előfordult; ezt cas-nak (CRISPR-associated) nevezték el.

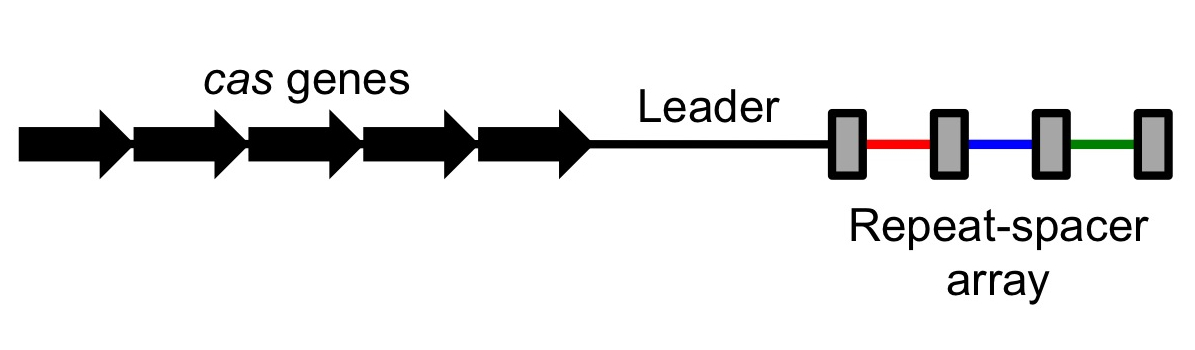
A CRISPR lokusz vázlata

2005-ben három kutatócsoport egymástól függetlenül kimutatta, hogy az ismétlődések közötti helykitöltő szakaszok bakteriofágokból és egyéb extrakromoszomális nukleinsavakból (pl. plazmidok) származnak. Gyakorlatilag a helykitöltők olyan vírusokból származnak, amelyek korábban megtámadták a sejtet; emiatt felmerült, hogy a CRISPR/cas rendszernek valami szerepe lehet a kórokozókkal szembeni védekezésben.
Erre az első bizonyítékot a dán élelmiszeripari cég, a Danisco kutatói (Barrangou, Horvath és mások) szolgáltattak 2007-ben. A Streptococcus thermophilus helykitöltőit manipulálva sikerült megváltoztatni a baktérium vírusrezisztencia-profilját.
2008-ban sikerült izolálni azt a Cas-fehérjekomplexet, amely elvágja a helykitöltővel azonos szekvenciájú RNS-molekulákat; ugyanebben az évben arra is találtak bizonyítékot, hogy az enzim célpontja DNS is lehet.

## A CRISPR lokusz
A CRISPR ismétlődő szakaszok 24-48 bázispár hosszúak. Nem teljes mértékben palindromok, de vannak bennük fordított szimmetriájú szakaszok, ami miatt feltételezhető, hogy hajtűszerű másodlagos struktúrát vesznek fel. Ezeket az ismétlődéseket hasonló hosszúságú helykitöltő szakaszok választják el egymástól. Egyes helykitöltők bázissorrendje teljesen azonosak bizonyos fágok vagy plazmidok egy-egy részletével; míg mások a bakteriális genom egy-egy részletével mutatnak hasonlóságot. Megfigyelték, hogy fáginfekció során gyors ütemben növekszik a helykitöltők száma.
A CRISPR-helykitöltő együttesek közelében sok esetben több cas gén található; mintegy 200 baktériumfaj genomjának vizsgálata alapján legalább 45 cas géncsalád létezik.
A CRISPR-Cas rendszernek két formája ismert: az 1. osztályba tartozók esetében több Cas fehérje alkot komplexet az idegen nukleinsavak lebontására, míg a 2.-ban egy nagy protein szolgál ugyanerre a célra. Az 1. osztályban találhatóak a I., III. és IV. típusok; a 2. osztályban pedig a II. és V. típusok. Az öt típust további 16 altípusra bontják: valamennyinek van egy jellemző cas génje, ami csak abban a kategóriában található meg.

## Működése

A baktérium DNS-immunizációjának három szakasza

A CRISPR-Cas a bakteriális immunrendszer része, amely védelmet biztosít a vírusfertőzések vagy bármilyen idegen eredetű DNS vagy RNS (pl. konjugáció vagy transzformáció) ellen.

### A helykitöltők megszerzése
Amikor a vírus megtámadja a baktériumsejtet, a védekezési folyamat első lépéseként meg kell kötni annak DNS-ét és egy részét be kell illeszteni a CRISPR-szekvenciák közé, mint helykitöltőt. Ezt a Cas1 és Cas2 fehérjék végzik; kísérletekkel kimutatták, hogy ezeknek a hiánya meggátolja az új immunitás megszerzését, míg a régiek esetében az idegen nukleinsav lebontása továbbra is folytatódik. Az egyes fajok Cas1-einek aminosavszekvenciája igen különböző lehet, de másodlagos szerkezetük hasonló. Ezek a fehérjék fémion kofaktort használó nukleáz/integráz enzimek. A vele egy komplexet alkotó Cas2 a kettős szálú DNS-t vagy az egyszálú RNS-t képes elvágni.
A Cas1/Cas2 komplex a vírusgenomban felismer egy rövid, 3-5 bázispáros szakaszt (ún. PAM, protospacer adjacent motif), amellett elvágja a DNS-t, a másik vágást, pedig egy bizonyos távolságra tőle ejti meg. A kivágott szakaszt a CRISPR-régióhoz szállítja, annak végén lemásolja az utolsó ismétlődő motívumot, majd mindkettőt beilleszti a régió végéhez: így az új helykitöltő az első és második CRISPR-ismétlődés közé kerül. Egyes fajoknál (pl. Sulfolobus solfataricus) a beillesztés nem a régió elejére történik, hanem véletlenszerű módon, valahová a régióba.

### A felismerő RNS-ek keletkezése
Egy ismételt fertőzés esetén a Cas bontóenzimek a helykitöltőkről másolt CRISPR-RNS (crRNS) segítségével ismerik fel a célpontot. A crRNS a teljes CRISPR-régió lemásolásával keletkezik, amelyet aztán a Cas enzimek darabolnak fel megfelelő méretű szakaszokra. Ennek menete a különböző altípusoknál különféleképpen zajlik. Az I-E és I-F típusú rendszereknél például a Cas6e és Cas6f enzimek felismerik az ismétlődő szakaszok másodlagos, hajtűszerű struktúráját
A III. típusnál az ismétlődések nem alkotnak hajtűket; ehelyett a régióról átírt hosszú RNS-t a Cas6 maga köré tekeri és így vágja el közvetlenül az ismétlődés mellett.
A II. típusnak nincs Cas6-ja; ehelyett egy extra kis RNS-szakaszt kódol, amely komplementer az ismétlődő CRISPR-rel (ún. transzaktivátor crRNS - tracrRNS). A kis RNS a hosszú régió-RNS CRISPR szakaszaihoz kötődik, ezután pedig a sejt RNáz III enzime felismeri és lebontja a kettős szálú RNS-szakaszt és csak a helykitöltőről másolt RNS-ek maradnak.
Az így létrejövő crRNS-ek újabb Cas fehérjékkel alkotnak komplexet, amelyek így képessé válnak az idegen nukleinsavak felismerésére.

### Az idegen nukleinsav lebontása
Az I. típusú rendszerben, miután a crRNS felismerte az idegen nukleinsavat, a hozzá kötődő fehérje konformációs változáson megy keresztül és ezután a Cas3 enzim elvégzi az idegen DNS elvágását. A II. típusú rendszernek erre a célra egyetlen, multifunkcionális fehérjéje van, a Cas9. A Cas9 maga hordozza a crRNS-t és az endonukleáz doménja végzi a behatoló genomjának semlegesítését. A III. típusnál hat-hét Cas fehérjére van szükség a fenti feladat elvégzésére. A S. solfataricus és a P. furiosus III. típusú rendszerei nem a bakteriofág DNS-genomját, hanem a róla készült mRNS-t veszik célba.
Az érett crRNS-ek mindkét végükön tartalmaznak egy kis részt a CRISPR ismétlődő motívumokból. Ha a célpont DNS ezeket is tartalmazza, a rendszer nem vág, így ismeri fel, hogy ez a saját kromoszómája. Az RNS-vezérelte Cas enzimeket újabban V. típusú restrikciós endonukleázként sorolják be.

## Laboratóriumi felhasználás
A CRISPR rendszer alkalmas arra, hogy sejten belül konkrét helyeken mutációkat hozzanak létre a genomban. Erre a célra általában a II. típus a leginkább alkalmas, ahol egyetlen enzim (a Cas9) végzi az összes feladatot. Az irányított mutációhoz (genetikai módosításhoz) a következő komponensek szükségesek:
| Komponens     | Feladat |
| ------------- | --- |
| crRNS         | ez az RNS-szakasz tartalmazza a célszekvenciát (amelyet az enzim elvág majd a sejt kromoszómáján) és egy olyan régiót, ami megköti a transzaktivátor crRNS-t. |
| tracrRNS      | transzaktivátor crRNS, amely a crRNS-hez kötődve aktív komplexet alkot                                                                                        |
| sgRNS         | ha több gént is módosítani kívánnak, azok crRNS-ét egy tracrRNS-sel együtt egy nagy, közös RNS-ben lehet elhelyezni (single guide)                            |
| Cas9          | a DNS-vágó enzim. Több formája is ismert, van amelyik a DNS csak egyik, van amelyik mindkét szálát elvágja a felismert régión belül.                          |
| javítótemplát | olyan DNS-szakasz, amely mintát mutat a sejt javítóenzimeinek és amelyik szekvenciája beépül az enzim által elvágott helyre                                   |

A CRISPR/Cas9 génmódosító rendszer felépítése

A fenti komponenseket többnyire egyetlen plazmidban helyezik el, amelyet aztán bevisznek a célsejtbe. A crRNS-t és a javítótemplátot mindig az adott feladathoz kell megtervezni, lehetőleg úgy, hogy a crRNS-Cas9 komplex csakis a módosítani kívánt helyhez kössön.

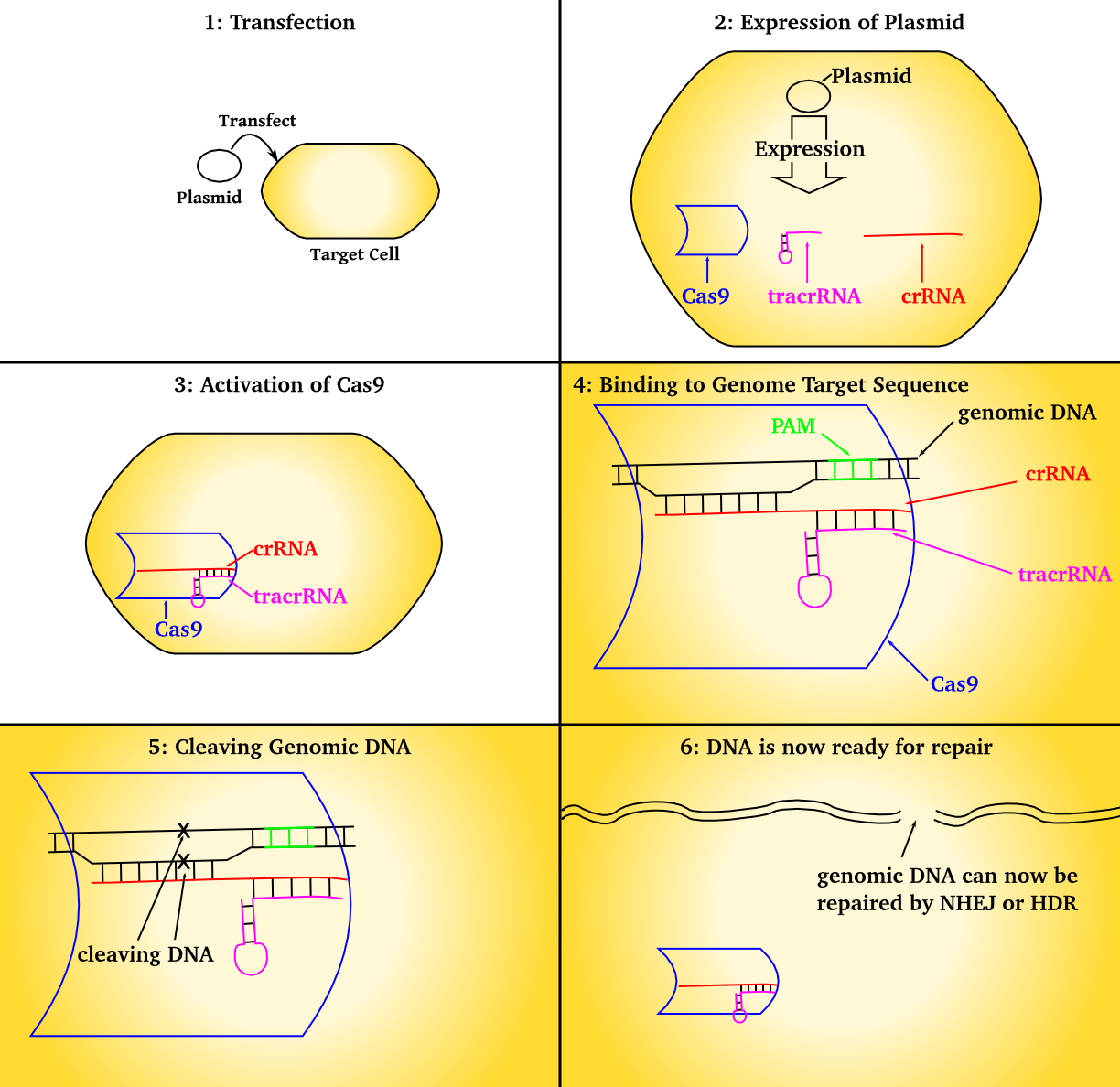
A CRISPR/Cas9 működése

A CRISPR/Cas9 rendszer viszonylag egyszerű és igen nagy pontossággal végzi a feladatát. A célszekvencia általában 20 bázispárból áll. A megkötés annyi, hogy egy PAM-hoz közel kell lennie, amit a Cas9-nek önállóan (az RNS-komponens nélkül) is fel kell ismernie. Ez nem jelent komoly limitációt, mert a PAM-ok rövidek és gyakran előfordulnak, pl. az enzim SpCas9 változata az 5'-NGG-3' PAM-hoz kötődik (ahol N bármilyen bázist jelent), ami a humán genomban nagyjából minden 8-12 bp-s szakaszon megtalálható.
A rendszer az adott ponton egyszálas vagy kétszálas vágást produkál a genom célszakaszán. Ennek hatására beindul a sejt DNS-javító mechanizmusa, amelynek feladata a hasonló törések reparálása. A pontos javításhoz szüksége van egy templátra, egy olyan DNS-szakaszra, amely komplementer a javítandó résszel. Ha ezt mesterségesen pótolják egy olyan javítótempláttal, amely a vágás helyétől mindkét irányban tartalmaz egy 40-90 bp-os komplementer régiót, akkor a javítóenzimek ennek alapján javítják ki a sejt kromoszómáját - és eközben beépítik azt a (mesterséges) szakaszt is, ami a komplementer régiók között van.
A CRISPR/Cas9 rendszer sejtbe juttatásához a plazmidon kívül használhatnak elektroporációt vagy vírusvektort is.

### Lehetséges alkalmazások
Egyetlen kísérleten belül több gént is módosítani lehet; például sikerült már sertésben mind a 62 ismert endogén retrovírust inaktiválni; ezzel elhárítható vált az egyik akadály, ami a sertések szervdonorként való felhasználásának útjában áll.
A génsebészeti lehetőségeken kívül kísérletek folynak módosított Cas9 enzimekkel, amely elvesztette DNS-vágó képességét, de a kötőképessége megmaradt. A Cas9-RNS komplexhez más fehérjéket kötve a célgén metilálásával vagy más kémiai módosításával ideiglenesen ki lehet kapcsolni a gént (az eddigi génkiütési módszerek véglegesek voltak), vagy csökkenteni lehet az aktivitását. Baktériumokban a Cas9-kötődés önmagában elegendő a génátírás megakadályozására; emlősöknél ehhez további fehérjére (mesterséges vagy természetes transzkripciós faktorokra) van szükség. Működésük akadályozásával tanulmányozható a gének funkciója, vagy a genetikai betegségek modelljei hozhatók létre.
A CRISPR/Cas9 rendszer alkalmas arra, hogy megtermékenyített emberi petesejtben olyan genetikai módosításokat hajtsanak végre, ami a felnőtt ember minden sejtjében is jelen lesz. 2015-ben kínai kutatók életképtelen humán embrióban kijavították a béta-thalasszémiát okozó mutációt; cikküket azonban a Nature és Science tudományos folyóiratok etikai okok miatt visszautasították. 2015 decemberében a Nobel-díjas molekuláris biológus, David Baltimore Washingtonban megszervezett egy nemzetközi kutatói konferenciát, amelyen az új technológia etikai vonatkozásait vitatták meg. Megegyeztek abban, hogy az emberi genom örökíthető megváltoztatása felelőtlenségnek számít. 2016 februárjában a brit etikai felügyelet engedélyezte emberi embrió génjeinek megváltoztatását, az embriót azonban hét napon belül meg kellett semmisíteni.

## Fordítás
- Ez a szócikk részben vagy egészben  a   CRISPR című angol Wikipédia-szócikk ezen változatának fordításán alapul.  Az eredeti cikk szerkesztőit annak laptörténete sorolja fel. Ez a jelzés csupán a megfogalmazás eredetét és a szerzői jogokat jelzi, nem szolgál a cikkben szereplő információk forrásmegjelöléseként.